# Viaggi paolini
Per viaggi paolini, si definiscono le missioni compiute da San Paolo e descritte negli Atti degli apostoli e nelle proprie lettere. 
Per queste missioni apostoliche, Paolo è definito dalla Chiesa cattolica come il primo missionario, nonché apostolo delle genti.

## Primo viaggio

Località raggiunte dal primo viaggio di Paolo, svoltosi a Cipro e in Galazia nella seconda metà degli anni 40.

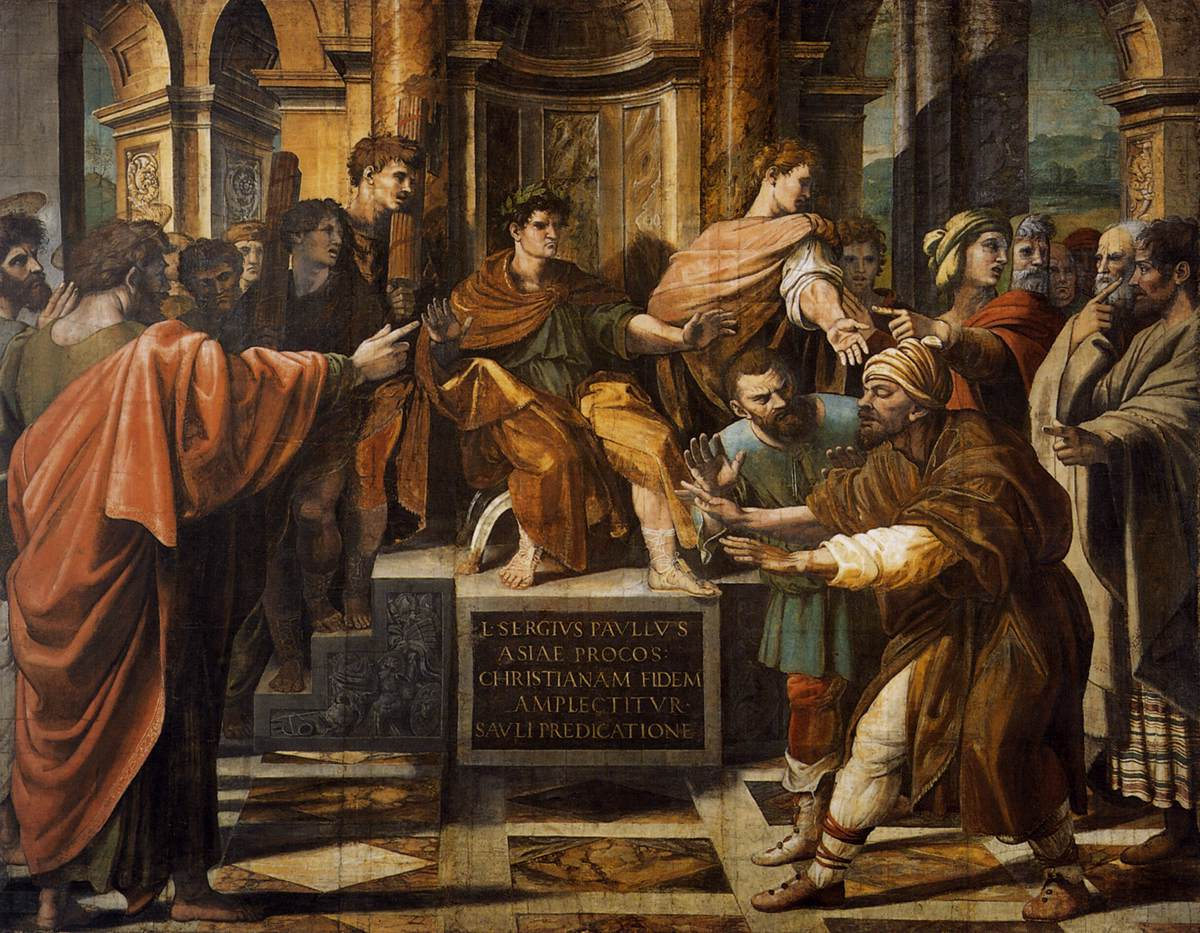
Disputa con Elimas e conversione di Sergio Paolo a Pafo. Dipinto di Raffaello, 1515.

Dopo un tempo imprecisato dal ritorno dalla seconda visita a Gerusalemme, Paolo partì per il primo di quelli che saranno i suoi tre viaggi missionari itineranti. Il viaggio è descritto in At 13-14. Protagonisti furono (almeno) Paolo, Barnaba e per il tratto iniziale Giovanni-Marco, cugino di Barnaba (Col 4,10), che in seguito comporrà a Roma quello che si ipotizza sia storicamente il primo vangelo. In questo viaggio Paolo sembra avere inizialmente un ruolo subordinato a Barnaba per poi progressivamente scavalcare il suo primato durante il viaggio. Le regioni toccate sono Cipro, terra natale dello stesso Barnaba (At 4,36), e la Galazia (attuale Turchia centrale). La durata, a seconda delle varie ricostruzioni cronologiche, è tra i 2 e 5 anni. 
- 13,1-4: partenza da Antiochia, imbarco a Seleucia verso Cipro;
- 13,5: arrivo a Salamina, inizio della predicazione nelle sinagoghe;
- 13,6-12: attraversamento dell'isola (nell'entroterra o navigando lungo la costa sud?) e arrivo a Pafo, incontro e disputa col falso mago Elimas Bar-Iesus, "conversione" (?) del proconsole[7] romano Sergio Paolo (del quale assunse il cognome? v. sopra). Presso la chiesa bizantina di Chrysopolitissa di Pafo è situata una bassa colonna, detta di san Paolo, alla quale la tradizione vuole che sia stato legato e flagellato prima della conversione del proconsole. Data la totale assenza di avversità di Sergio Paolo verso gli apostoli che traspare dal racconto biblico, il particolare appare leggendario.
- 13,13-14: imbarco da Pafo, sbarco ad Attalia (particolare tralasciato, la città era il porto del capoluogo Perge, nell'entroterra), arrivo a Perge, abbandono di Giovanni-Marco. Il motivo della separazione non è descritto e il successivo accenno di At 15,37-38[8] lascia intuire che devono essersi create tensioni tra Paolo e Marco, forse per il passaggio in secondo piano del cugino Barnaba a favore della leadership di Paolo di tarso.
- 13,14-52: arrivo ad Antiochia di Pisidia (città di Sergio Paolo? Dietro suo invito?), predicazione agli Ebrei, successo e opposizione dagli Ebrei, scacciata dalla città.
- 13,51-14,6: arrivo a Iconio, predicazione con successo e opposizione di alcuni Ebrei, scacciata dalla città.
- 14,6-20: arrivo a Listra in Licaonia, predicazione e guarigione miracolosa di un paralitico, la folla scambia Barnaba per Zeus e Paolo per Hermes e loro rifiuto, arrivo di alcuni Giudei dalle città già visitate che sobillano la folla, lapidazione di Paolo, partenza per Derbe.
- 14,20: predicazione a Derbe con successo.
- 14,20-28: ritorno attraverso le città già visitate (Listra, Iconio e Antiochia), organizzazione delle comunità cristiane, predicazione a Perge, imbarco ad Attalia, ritorno ad Antiochia di Siria.

Nonostante le avversità da parte dei Giudei il viaggio si rivelò complessivamente fruttuoso. Alle chiese fondate Paolo indirizzerà in seguito la Lettera ai Galati.

## Secondo viaggio

Località raggiunte dal secondo viaggio di Paolo, svoltosi nelle attuali Grecia e Turchia attorno al 50.

Il secondo viaggio missionario è narrato in At 15,36-18,22. Protagonisti furono (almeno) Paolo e Sila-Silvano, ai quali si aggiunse poco dopo Timoteo. Grande assente è Barnaba, il quale si recò col cugino Giovanni-Marco nella natale Cipro e col quale Paolo sembra aver interrotto la collaborazione (At 15,39). Paolo è il capo indiscusso del viaggio. Le regioni toccate sono la Galazia del sud, evangelizzata nel primo viaggio, e quindi la Macedonia e la Grecia. La durata, a seconda delle varie ricostruzioni cronologiche, è circa 4-5 anni, collocabili attorno al 50 (v. sopra).
- 15,36-41: partenza di Paolo e Sila da Antiochia, passaggio per Siria e Cilicia (forse transito da Tarso).
- 16,1-5: passaggio per Derbe e Listra (forse anche Iconio e Antiochia di Pisidia visitate nel primo viaggio), a Listra aggregazione di Timoteo.
- 16,6-11: attraversamento di Frigia e Galazia (è possibile che sia intesa la Galazia storica, situata nel nord attorno all'attuale Ankara, ma non sono nominate né qui né altrove nel NT comunità così a nord). Lo Spirito Santo (o "di Gesù") impedisce di recarsi in Asia e Bitinia, una visione indirizza Paolo in Macedonia, passaggio per la Misia, imbarco a Troade, arrivo a Neapoli.
- 16,12-40: arrivo a Filippi, predicazione e conversione di Lidia (prima cristiana europea), esorcismo di una schiava indovina, denuncia dei padroni con bastonamento e prigionia, liberazione miracolosa.
- 17,1-10: passaggio per Anfipoli e Apollonia, arrivo a Tessalonica, predicazione e conversioni, avversione dei Giudei e fuga.
- 17,10-14: arrivo a Berea, predicazione e conversioni, avversione di alcuni Giudei, partenza.
- 17,15-34: arrivo ad Atene, discorso dell'Areopago, varie conversioni tra cui Dionigi l'Areopagita.

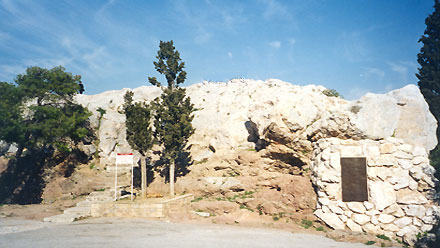
La collina dell'Areopago ad Atene, sede del celebre discorso paolino (inciso nella lastra visibile a destra).

- 18,1-18: arrivo a Corinto, incontro con Aquila e Priscilla appena espulsi da Roma da Claudio (49-50 d.C.[11]). Probabile stesura della Prima e Seconda lettera ai Tessalonicesi.
- 18,18-22: partenza da Corinto, passaggio da Cencre, sosta a Efeso, passaggio da Cesarea, saluto a Gerusalemme (quarta visita), ritorno ad Antiochia.

## Terzo viaggio

Località raggiunte dal terzo viaggio di Paolo, svoltosi nelle attuali Grecia e Turchia attorno alla metà degli anni 50.

Dopo un periodo imprecisato, Paolo partì (da solo o con altri?) per il terzo viaggio missionario, descritto in At 18,23-21,15. Le regioni toccate sono le attuali Grecia e Turchia, già visitate nei viaggi precedenti. La durata, a seconda delle varie ricostruzioni cronologiche, è circa 5-6 anni, collocabili dopo il 50 (v. sopra).
- 18,23-28: partenza di Paolo da Antiochia, passaggio per Galazia e Frigia. Parentesi sull'arrivo a Efeso di Apollo e sua partenza per l'Acaia.
- 19,1-41: arrivo di Paolo a Efeso, predicazione per tre mesi nella sinagoga, predicazione per 2 anni nella scuola di un certo Tiranno, guarigioni ed esorcismi, tumulto degli Efesini guidato da un certo Demetrio in difesa del culto della Dea Artemide. Nel racconto di Atti non è descritta una prigionia a Efeso ma è possibile che a questa si riferiscano alcuni accenni delle sue lettere (1Cor 15,32; 2Cor 1,8-10[14]). In questo prolungato e fruttuoso soggiorno a Efeso i biblisti collocano la redazione della Prima lettera ai Corinzi, della Lettera ai Galati e forse la Lettera ai Filippesi (in questa lettera si dice prigioniero, Fil 1,7.13.17[15], ed è possibile che sia stata scritta nella successiva prigionia di Cesarea o Roma).
- 20,1-2: partenza di Paolo per la Macedonia (attuale Grecia del nord) con probabile soggiorno a Tessalonica e redazione della Seconda lettera ai Corinzi. In Rm 15,19[16] Paolo menziona l'Illiria, regione che comprendeva la costa dell'attuale Croazia e l'Albania, che avrebbe raggiunto con la sua predicazione. Nelle sue lettere e in Atti non compare un resoconto o accenni più precisi a tale viaggio: è possibile che abbia fatto un breve viaggio in Albania durante il soggiorno a Tessalonica,[17] o più verosimilmente che abbia esagerato la descrizione del suo campo di predicazione, che porterebbe a intendere il passo della Lettera ai Romani come "da Gerusalemme fino ai confini dell'Illiria".
- 20,2-3: arrivo "in Grecia" e soggiorno di tre mesi (verosimilmente a Corinto, con redazione della Lettera ai Romani) interrotto per avversione dei Giudei.
- 20,3-13: ritorno con altri compagni (tra cui Luca?) in Asia passando per la Macedonia, imbarco a Filippi (sic, verosimilmente da Neapolis), sbarco a Troade e breve soggiorno di una settimana, durante la predica di Paolo in una celebrazione eucaristica un ragazzo di nome Eutico si addormenta e muore cadendo dalla finestra, Paolo lo risuscita.
- 20,13-38: Paolo a piedi ad Asso, imbarco per Mitilene, passaggio per Chio, Samo, arrivo a Mileto dove incontra gli "anziani" (presbiteri) di Efeso senza recarvisi (per paura di tumulti?), lungo discorso di addio, imbarco per il ritorno.
- 21,1-15: ritorno passando per Cos, Rodi, Patara, Cipro, Tiro con soggiorno una settimana, Tolemaide, Cesarea con soggiorno presso l'"evangelista" Filippo, pre-annuncio da parte del profeta Agabo dell'arresto di Paolo, arrivo a Gerusalemme (quinta visita).

Durante il suo soggiorno ad Efeso Paolo cominciò ad organizzare la cosiddetta "colletta dei santi", una raccolta di offerte tra le sue comunità a favore della chiesa giudeo-cristiana di Gerusalemme (che non va confusa con la colletta in vista della carestia descritta in At 11,27-30). Il particolare è assente nella descrizione di Atti ma ricorre con insistenza nelle lettere alle varie comunità (vedi in particolare 1Cor 16,1-4; 2Cor 8-9; Rm 15,25-27), e sembra una "clausola" del concilio di Gerusalemme (Gal 2,10). È verosimile che Paolo abbia portato il frutto della raccolta a Gerusalemme al termine del viaggio (Rm 15,25-26), nella sua quinta e ultima visita che lo vedrà imprigionato. Oltre al valore meramente assistenziale per i poveri della città santa, la colletta aveva un forte significato simbolico-teologico: i giudeo-cristiani potevano vedere le comunità paoline come eretiche, in quanto staccate dalla Legge ebraica, e Paolo con questo gesto affermava tangibilmente la sottomissione delle sue comunità alla chiesa madre di Gerusalemme.

## In viaggio verso Roma
A seguito dell'arresto di Paolo, inizia un nuovo viaggio dell'apostolo verso la capitale dell'impero per concedergli i diritti spettanti ad ogni cittadino romano di essere giudicato dall'imperatore.
Verso autunno, del 59 o 60 d.C., Paolo viene imbarcato su una nave diretta verso Roma con altri prigionieri (e con Luca?), sotto la custodia di un certo Giulio. Anche in questo viaggio Paolo sembra godere di una discreta libertà e indulgenza (v. p.es. At 27,3;27,43), come era stato trattato in precedenza dalle varie autorità romane. Le tappe del viaggio furono Sidone, la costa nord di Cipro, Mira di Licia, Buoni Porti e Lasea a Creta. Al largo di Creta la sua nave incappò in una tempesta e andò alla deriva per 14 giorni, durante i quali Paolo sembra essere stato la guida carismatica di passeggeri, marinai e soldati. Approdarono infine a Malta. Nell'isola è conservato il ricordo toponomastico del luogo dello sbarco nella Baia di San Paolo.

Località toccate dal viaggio in prigionia di Paolo verso Roma, attorno al 60.

Secondo il resoconto di Atti, a Malta Paolo compì numerosi miracoli (At 28,1-10). Dopo tre mesi, finita la brutta stagione, il viaggio per mare verso Roma riprese passando per Siracusa, Reggio, Pozzuoli, e quindi a piedi per il Foro di Appio e le Tre Taverne. A Roma la tradizione conserva il ricordo del luogo dove avrebbe dimorato Paolo agli arresti domiciliari per (almeno) due anni (At 28,30), nel quale è stata poi costruita la Chiesa di San Paolo alla Regola.

## Ipotesi sugli ultimi anni: quarto viaggio?
Il dettagliato resoconto degli Atti degli Apostoli termina con l'arrivo di Paolo a Roma, dove rimase almeno due anni (At28,30). Quello che successe dalla fine di questi due anni (circa 62/63) alla morte di Paolo (tra il 64-67, vedi  qui) non è noto con certezza e dipende in particolare dal riconoscimento o meno dell'autenticità delle lettere pastorali, Prima e Seconda lettera a Timoteo e Lettera a Tito. Gli scenari possibili sono quattro, e tutti si basano sulla scarcerazione di Paolo dalla prigionia, particolare storicamente verosimile: secondo Atti, tutte le autorità incontrate da Paolo si mostrarono ben disposte verso di lui e non trovarono nel suo comportamento motivi che potessero portare a una condanna.

### Roma
Dopo i primi blandi arresti domiciliari seguì una seconda prigionia, più dura, causata dalla persecuzione anti-cristiana di Nerone collegata all'incendio di Roma, che terminò con la morte di Paolo.
A favore di questo scenario romano è la descrizione di Atti: l'autore nelle parti conclusive riporta due discorsi di addio di Paolo (ai "presbiteri" di Efeso in At20,17-38 e agli Ebrei di Roma in At28,17-31), suggerendo che il viaggio verso Roma rappresenti il capitolo conclusivo della vita dell'apostolo. D'altro canto, questo argomento del silenzio non tiene conto del fatto che numerosi eventi accennati nelle autografe lettere paoline non sono descritti nella narrazione di Atti (p.es. il viaggio in Arabia in Gal1,17, la prigionia ad Efeso in 1Cor15,32; 2Cor1,8-10, l'incidente di Antiochia in Gal2,11+ e altri accenni generici in 2Cor11,24-27). In tale scenario non vi è spazio per le lettere pastorali, le quali accennano a eventi collegati a un quarto viaggio in oriente; questo è uno dei motivi per cui vengono considerate, dagli studiosi liberali come pseudoepigrafe.

### Spagna
Dopo la liberazione (o come condanna all'esilio) Paolo si recò in Spagna (quarto viaggio), come era sua intenzione (Rm 15,24.28), quindi tornò a Roma dove morì. Una conferma di questo viaggio può essere trovata in Clemente romano (fine I secolo), il quale riporta che la predicazione di Paolo avvenne "in oriente e occidente" e raggiunse "il confine dell'occidente". L'accenno è antico ma troppo generico e caratterizzato da stile iperbolico per essere assunto come testimonianza certa del viaggio in Spagna. 
Il tardivo Canone muratoriano (circa 170) invece riferisce esplicitamente di una partenza di Paolo per la Spagna. Anche l'apocrifo Atti di Pietro (seconda metà del II secolo) accenna a una partenza di Paolo dall'Urbe (Roma) per la Spagna. Se il viaggio avvenne non è chiaro quando ebbe luogo (nel 63?), quali città visitò (Tarraco?) e con quali risultati.
Nonostante alcune indicazioni storiografiche antiche circa un quarto viaggio in Spagna le opinioni degli studiosi sono piuttosto variegate.

### Oriente
L'ipotesi di un quarto viaggio missionario in Oriente è un'opzione necessaria se si ammette l'autenticità delle lettere pastorali (Prima e Seconda lettera a Timoteo e Tito). Sulla base di accenni sporadici di queste tre lettere è possibile ricostruire alcune tappe del viaggio: Creta; Efeso; Macedonia, probabilmente Filippi e Tessalonica; Nicopoli; Corinto; Mileto; Troade. L'itinerario del viaggio comprendente queste tappe non è chiaro e rimane del tutto ipotetico. 
Una recente proposta, in parte coincidente con l'itinerario suggerito dalla Catholic Encyclopedia (1911), ipotizza:
- dopo la liberazione, da Roma Paolo e Tito si recano a Creta, dove Tito rimane (Tt1,5[44]);
- Paolo e Timoteo si recano a Efeso, dove Timoteo rimane (1Tm1,3[45]);
- Paolo prosegue per la Macedonia (1Tm1,3[46]) dove forse scrive la Prima lettera a Timoteo e la Lettera a Tito;
- si reca (o intende recarsi) a Nicopoli in Epiro per svernare (Tt3,12[47]);
- probabile ritorno a Efeso (1Tm3,14[48]) passando da Corinto e Mileto (2Tm4,20[49]);
- probabile arresto a Troade (2Tm4,13-15[50]): per turbamento dell'ordine pubblico? Dietro l'accusa di "Alessandro il ramaio"?
- secondo viaggio per Roma in prigionia dove scrive la Seconda lettera a Timoteo e attende la morte (2Tm1,16-17;2,9;4,6-8.16-18[51]), forse per il clima anticristiano instaurato da Nerone.

### Spagna e Oriente
Un quarto scenario, derivante dall'accettazione di tutte le indicazioni dei testi biblici e delle tradizioni cristiane antiche, ipotizza dopo liberazione a Roma sia il viaggio in Spagna che in Oriente (così la Catholic Encyclopedia). Questa ipotesi non gode attualmente di largo consenso tra i principali biblisti.